# Monotrilho de Bombaim
O Monotrilho de Bombaim (मुंबई मोनोरेल) é um sistema de monotrilho que opera na cidade de Bombaim, Índia, que faz parte do sistema público de transporte daquela cidade.

## Projeto
O projeto de construção do monotrilho surgiu em 2005 como parte da melhora no sistema de ônibus públicos para a cidade de Bombaim, depois da decisão oficial, o primeiro-ministro do estado de Maarastra, Vilasrao Deshmukh foi o encarregado de dar começo às obras de construção em 2008.

## Construção
As obras duraram entre 2008 e 2015, ainda que a inauguração do sistema foi no começo de 2014 os trabalhos de ampliação da linha continuam até hoje, o percurso da linha 1 circula pela zona nordeste da cidade e conta com um total de 19,54 quilômetros de circulação elevada em sua totalidade.

## Plano
O plano de monotrilho tem 8 linhas previstas através de toda a cidade e faz parte da melhora nos transportes públicos de Bombaim junto com o sistema de Metrô de Bombaim, que também se encontra em constante expansão.
| Fase    | Linha | Percurso                          | Comprimento (km) | Custo estimado em US$ |
| ------- | ----- | --------------------------------- | ---------------- | --------------------- |
| Fase I  | 1     | Chembur–Wadala Depot–Jacob Circle | 19.54            | 430 milhões           |
| Fase I  | 2     | Mulund–Goregaon–Borivali          | 30               | 650 milhões           |
| Fase I  | 3     | Virar–Chikhaldongri               | 4.60             | 100 milhões           |
| Fase I  | 4     | Lokhandwala–SEEPZ–Kanjurmarg      | 13.14            | 290 milhões           |
| Fase I  | 5     | Thane–Olha-Bhayandar–Dahisar      | 24.25            | 530 milhões           |
| Fase II | 6     | Kalyan–Ulhasnagar–Dombivli        | 26.40            | 580 milhões           |
| Fase II | 7     | Chembur–Ghatkopar–Kopar Khairane  | 16.72            | 580 milhões           |
| Fase II | 8     | Mahape–Shil Phata–Kalyan          | 21.10            | 460 milhões           |